# Granatina
Granatina és un gènere d'ocells de la família dels estríldids (Estrildidae).

## Taxonomia
Segons la Classificació del Congrés Ornitològic Internacional (versió 15.1, 2025) aquest gènere està format per dues espècies:
- Bec de coral porpra (Granatina ianthinogaster Reichenow, 1879)
- Bec de coral de cara lila (Granatina granatina Linnaeus, 1766)